# Conseil tribal de Keewatin
Le conseil tribal de Keewatin (Keewatin Tribal Council en anglais) est un conseil tribal représentant dix bandes indiennes du Manitoba au Canada. Ses bureaux sont basés à Thompson au Manitoba. En 2013, la population totale des bandes indiennes du conseil tribal de Keewatin s'élevait à 16 818 membres.

## Membres
Le conseil tribal de Keewatin comprend dix bandes indiennes :
- Première Nation de Barren Lands
- Nation crie de Bunibonibee
- Nation crie de Fox Lake
- Première Nation de God's Lake
- Nation crie de Manto Sipi
- Première Nation dénée de Northlands
- Première Nation dénée de Sayisi
- Nation crie de Tataskweyak
- Première Nation de War Lake
- Première Nation de York Factory

## Annexe